# Seznam lillských biskupů a arcibiskupů
Toto je seznam lillských biskupů a arcibiskupů.

## Biskupové lillští (1913–2008)
- Alexis-Armand Charost (1913–1920)
- Hector-Raphaël Quilliet (1920–1928)
- Achille Liénart (1928–1968)
- Adrien-Edmond-Maurice Gand (1968–1983)
- Jean-Félix-Albert-Marie Vilnet (1983–1998)
- Gérard Denis Auguste Defois (1998–2008)

## Metropolitní arcibiskupové lillští (od 2008)
- Laurent Ulrich (2008-2022)
- sedisvakance